# Dorfkirche Berlitt

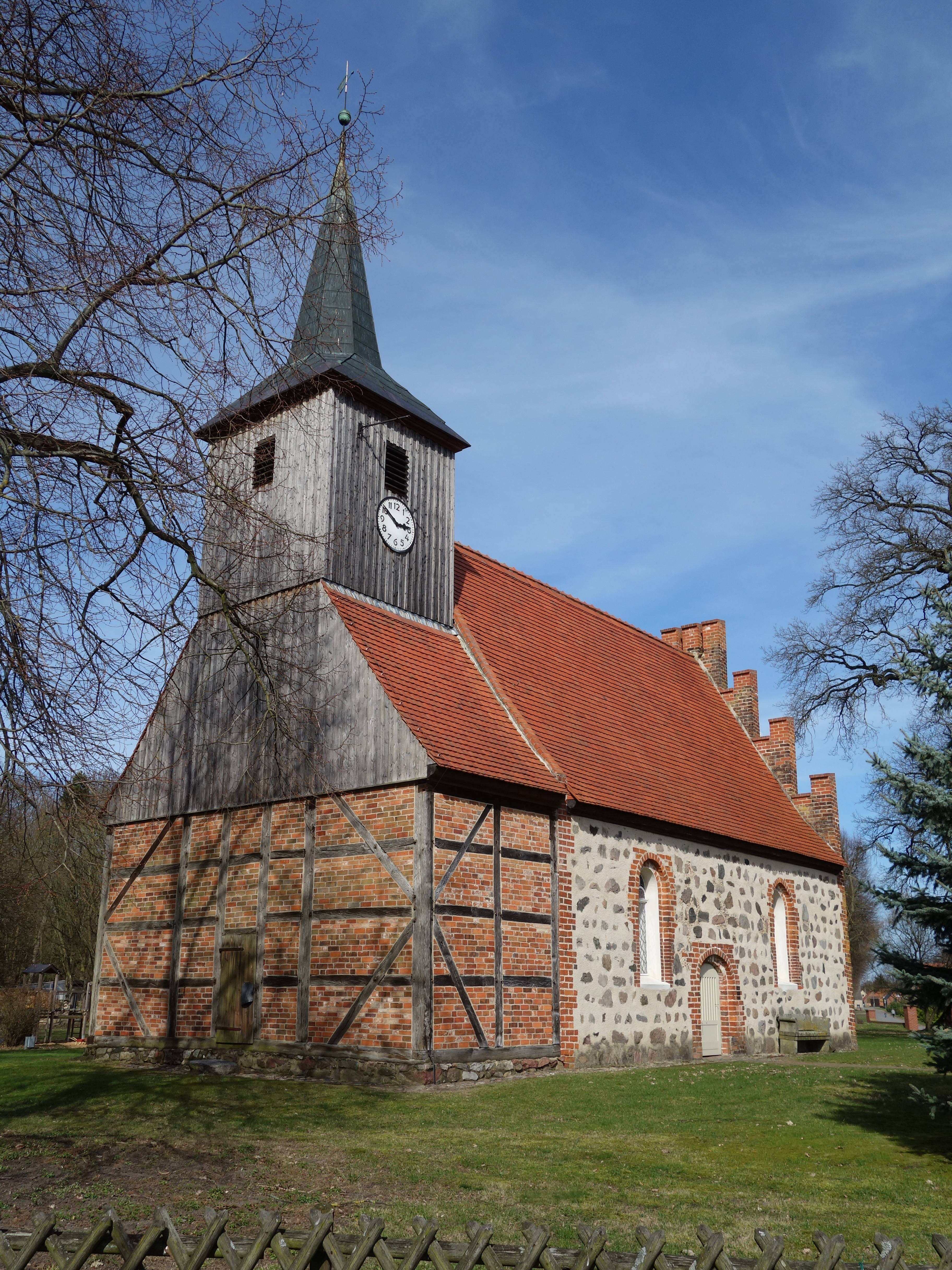
Südansicht

Die Dorfkirche Berlitt ist ein spätgotisches Kirchengebäude im Ortsteil Berlitt der Stadt Kyritz im Landkreis Ostprignitz-Ruppin des deutschen Bundeslandes Brandenburg. Sie gehört zum Pfarrsprengel Breddin-Barenthin im Kirchenkreis Prignitz der Evangelischen Kirche Berlin-Brandenburg-schlesische Oberlausitz.

## Architektur
Der ursprünglich gut 15 m lange und 9 m breite Feldsteinsaalbau mit Satteldach stammt aus 1526. Er ist nicht geostet, sondern hat das Turmportal im Südwesten. Auf der Ostseite befindet sich ein Stufengiebel aus Backstein mit drei Reihen stichbogiger Blenden im 6-4-2-Aufbau. Das gedrückt rundbogige Südportal hat ein gestuftes Backsteingewände.

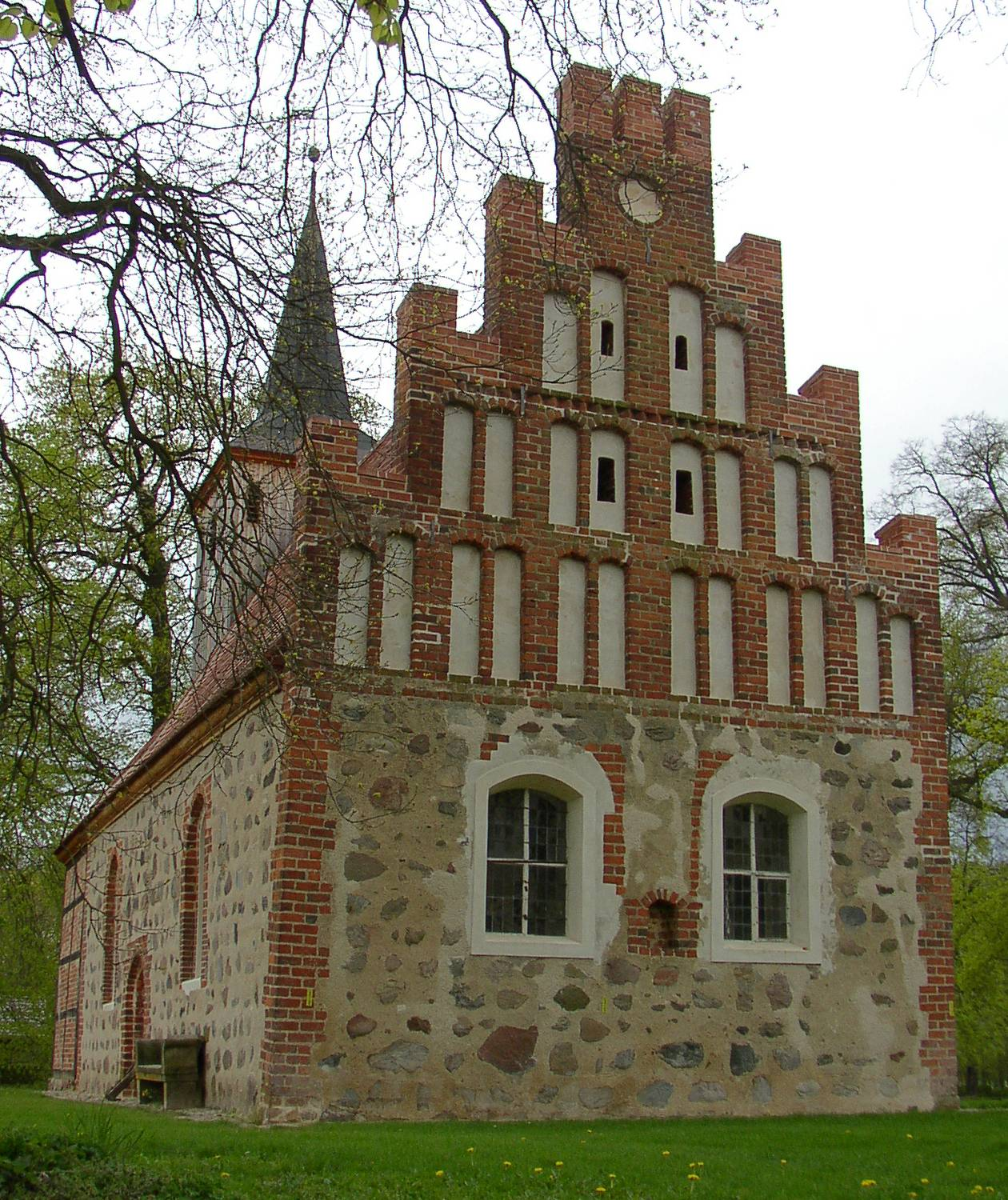
Stufengiebel

1710 wurde die Kirche mit einer Fachwerkkonstruktion um 4 m nach Westen erweitert. Der in die Konstruktion eingebaute Turm hat einen quadratischen, verbretterten Aufsatz mit Knickhelm. Ebenso wurden die mittelalterlichen Fenster nachträglich vergrößert.

## Innengestaltung
Innen findet sich eine bemalte Bretterdecke und eine Westempore mit Orgel aus dem 19. Jahrhundert. Der Kanzelaltar mit durchbrochenen Wangen stammt aus der zweiten Hälfte des 18. Jahrhunderts. Das Patronats- und Gemeindegestühl mit verzierten Wangen ist aus dem 17. Jahrhundert.